# Isidro Fabela
Isidro Fabela là một đô thị thuộc bang México, México. Năm 2005, dân số của đô thị này là 8788 người.